# Alcácer Quibir
Alcácer Quibir ou Alcácer Quivir (em árabe: القصر الكبير; romaniz.: al-Qaṣr al-Kabīr; "grande fortaleza"; em berbere: ⵍⵇⵚⵔ ⵍⴽⴱⵉⵔ; AFI: /lqsˤr lkbir/, comummente romanizado como El-Ksar el Kebir), originalmente conhecida como Kasr el Rif, é uma cidade situada na zona setentrional de Marrocos, a sudoeste de Arzila e de Larache.

## História
Entre 1471 e 1550, período durante o qual Arzila pertenceu à Coroa de Portugal,  Alcácer Quibir constituiu a base principal dos ataques que os marroquinos desferiam contra esta praça e contra Tânger. Decidido a intervir em Marrocos, o rei português D. Sebastião quis aproveitar-se das divisões internas que assolavam a região para se apoderar da cidade. A expedição foi mal preparada e sucumbiu na Batalha de Alcácer Quibir perante as forças marroquinas em 1578. A morte de D. Sebastião sem herdeiro provocou a crise dinástica portuguesa de 1580, que acabou com a ascensão ao trono português Filipe II de Espanha.